# Gyttrad taggsvamp
Gyttrad taggsvamp (Hericium cirrhatum) är en svampart som först beskrevs av Christiaan Hendrik Persoon, och fick sitt nu gällande namn av T. L. Nikolajeva 1950. Gyttrad taggsvamp ingår i släktet koralltaggsvampar och familjen Hericiaceae.  Arten är reproducerande i Sverige. Inga underarter finns listade i Catalogue of Life.

## Källor

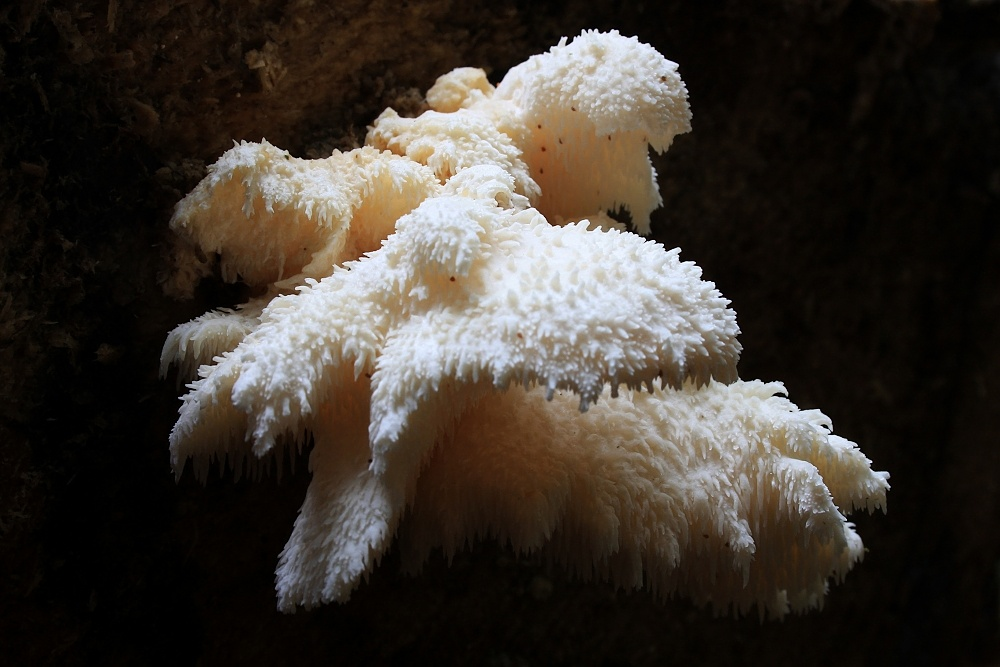